# Michael Farr

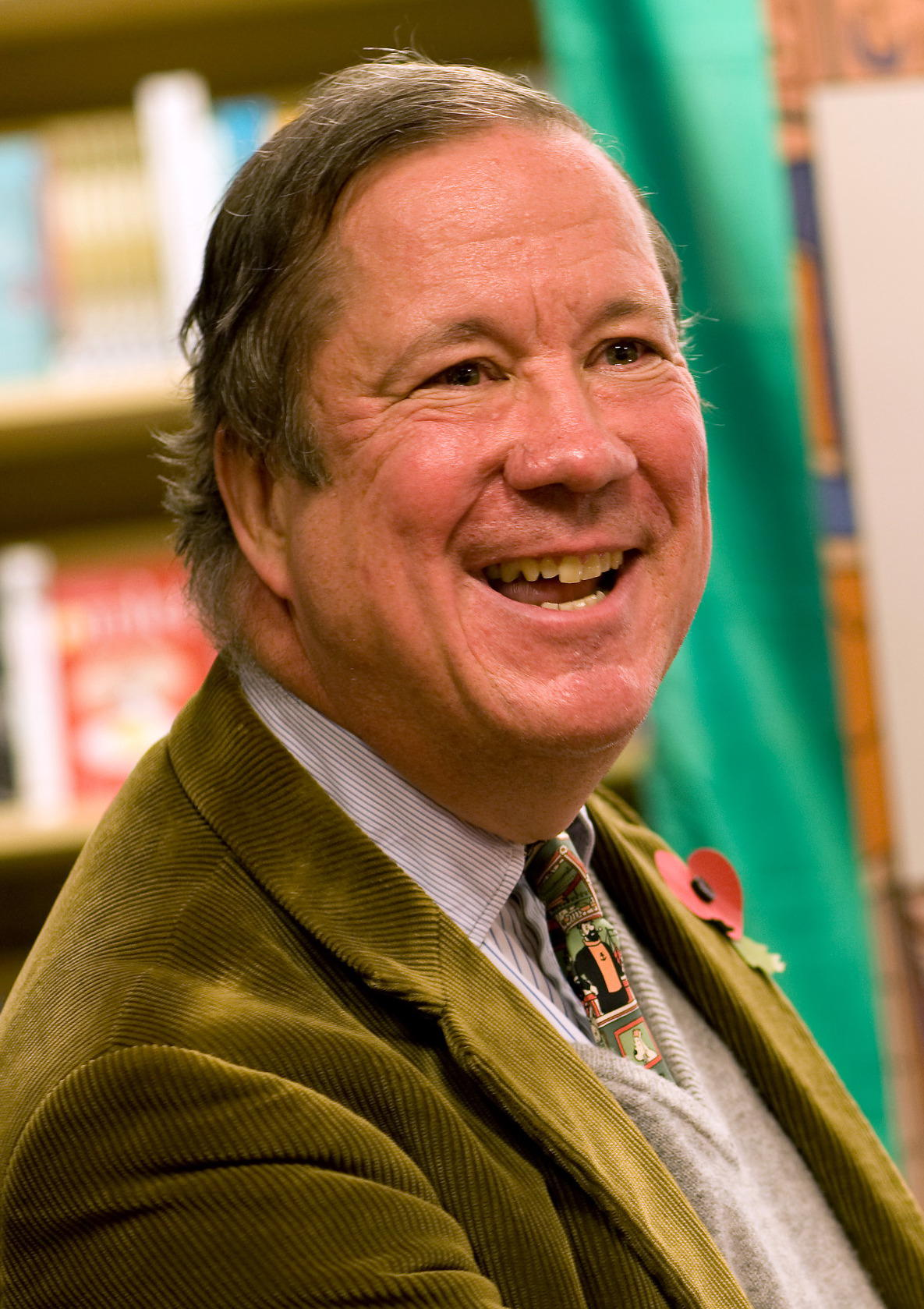
Michael Farr

Michael Farr (* 1953 in Paris) ist ein britischer Reporter und Experte für die Comic-Serie Tim und Struppi und deren Autor Hergé. Farr schrieb darüber einige Bücher und übersetzte auch Bücher zu diesem Thema ins Englische.

## Leben
Michael Farr wurde 1953 in Paris als Sohn der tschechisch-österreichischen Hildegarde Farr (geb. Pisarowitz) und des britischen Journalisten Walter Farr geboren. Er besuchte die Harrow School und später das Trinity College (Cambridge) für ein Geschichtsstudium. Im Rahmen dieses Studiums beschäftigte er sich zunächst mit Technik; später wechselte er zu den Schönen Künsten und schloss mit dem MA ab.
Danach wurde Farr Reporter für Reuters und später für den Daily Telegraph, für die er als Korrespondent weltweit Reisen unternahm. Nachdem Farr das erste Mal Hergé getroffen hatte, begann er Bücher über Tim und Struppi zu schreiben. Michael Farr war der erste Autor, der vollen Zugriff auf Hergés Materialien und Unterlagen erhielt. Farr verwendete diese Materialien für sein erstes Buch TinTin: The Complete Companion. Farr ist mehrsprachig und spricht Englisch, Französisch, Deutsch und Italienisch. Sein erstes Buch wurde gleichzeitig in Englisch und Französisch verfasst.
Im Jahr 2003 erschien Farrs Dokumentation TinTin et moi. Diese Dokumentation wurde auch ins Englische übersetzt. 2004 wurde Farr von der BBC zur Tim und Struppi-Ausstellung im britischen National Maritime Museum interviewt.
Michael Farr lebt mit seiner deutschen Ehefrau und seiner Tochter in London.

## Werke

### Werke zu Tim und Struppi
- Tintin, 60 years Of Adventure ISBN 978-2-203-00405-4
- Auf den Spuren von Tim und Struppi (Tintin: The Complete Companion / ISBN 978-0-7195-5522-0)
- Tim & Co. (Tintin & Co. / ISBN 978-1-4052-3264-7)
- Tim (Tintin)
- Struppi (Snowy)
- Haddock (Haddock)
- Bienlein (Calculus)
- Castafiore (Castafiore)
- Schulze und Schultze (Thomson and Thompson)
- Tschang (Chang)
- Alcazar (Alcazar)
- Kiesewetter (Lampion)
- Müller (Müller)
- Rastapopoulos (Rastapopoulos)
- Abdallah (Abdullah)
- The Adventures Of Hergé, Creator Of Tintin

### Übersetzungen
- Tintin and the World of Hergé von Benoît Peeters
- Hergé and Tintin, Reporters von Philippe Goddin
- The Adventures of Tintin at Sea von Yves Horeau
- The Art of Hergé, Inventor of Tintin, Vol. I von Philippe Goddin
- The Art of Hergé, Inventor of Tintin, Vol. II von Philippe Goddin
- The Art of Hergé, Inventor of Tintin, Vol. III von Philippe Goddin

### Weitere Werke
- Vanishing Borders
- Berlin! Berlin!